# District de Kurbin

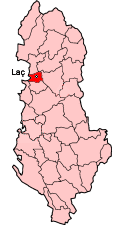

Le district de Kurbin est l'un des 36 districts albanais. Sa superficie est de 235 km2 et il compte 60 000 habitants. La capitale du district est Laç et le district dépend de la préfecture de Lezhë.
Il est mitoyen des districts albanais de Krujë, Lezhë et Durrës. Il possède aussi une façade sur la mer Adriatique.
Le district de Kurbin ainsi que la ville de Kurbin sont aussi parfois appelés Laç.

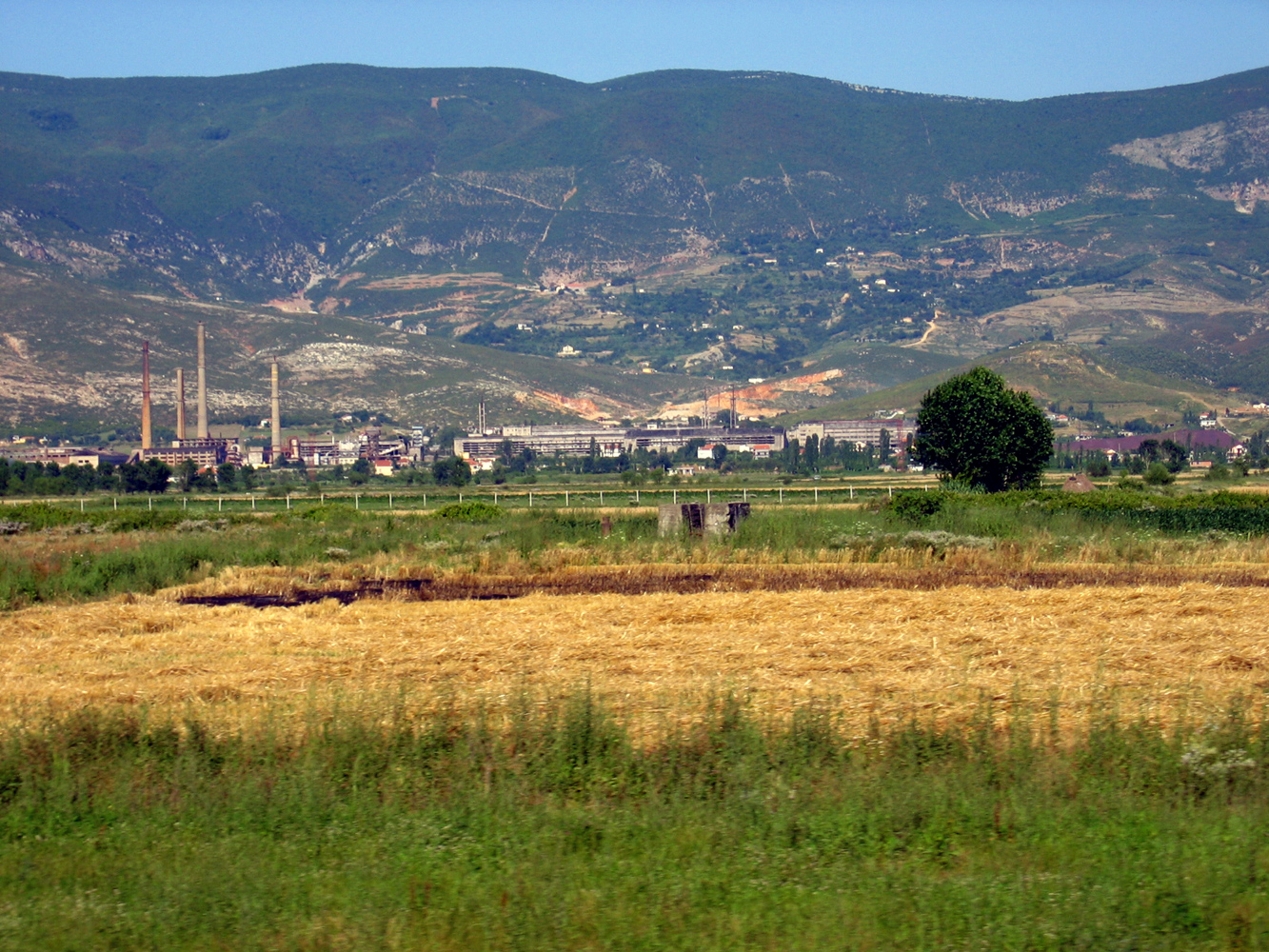
Industrie abandonnée au nord de la ville de Laç en Albanie